# La Trinitat

La Trinitat este o comună în departamentul Cantal, Franța. În 1 ianuarie 2022 avea o populație de 51 de locuitori.